# Max Adler (filántropo)

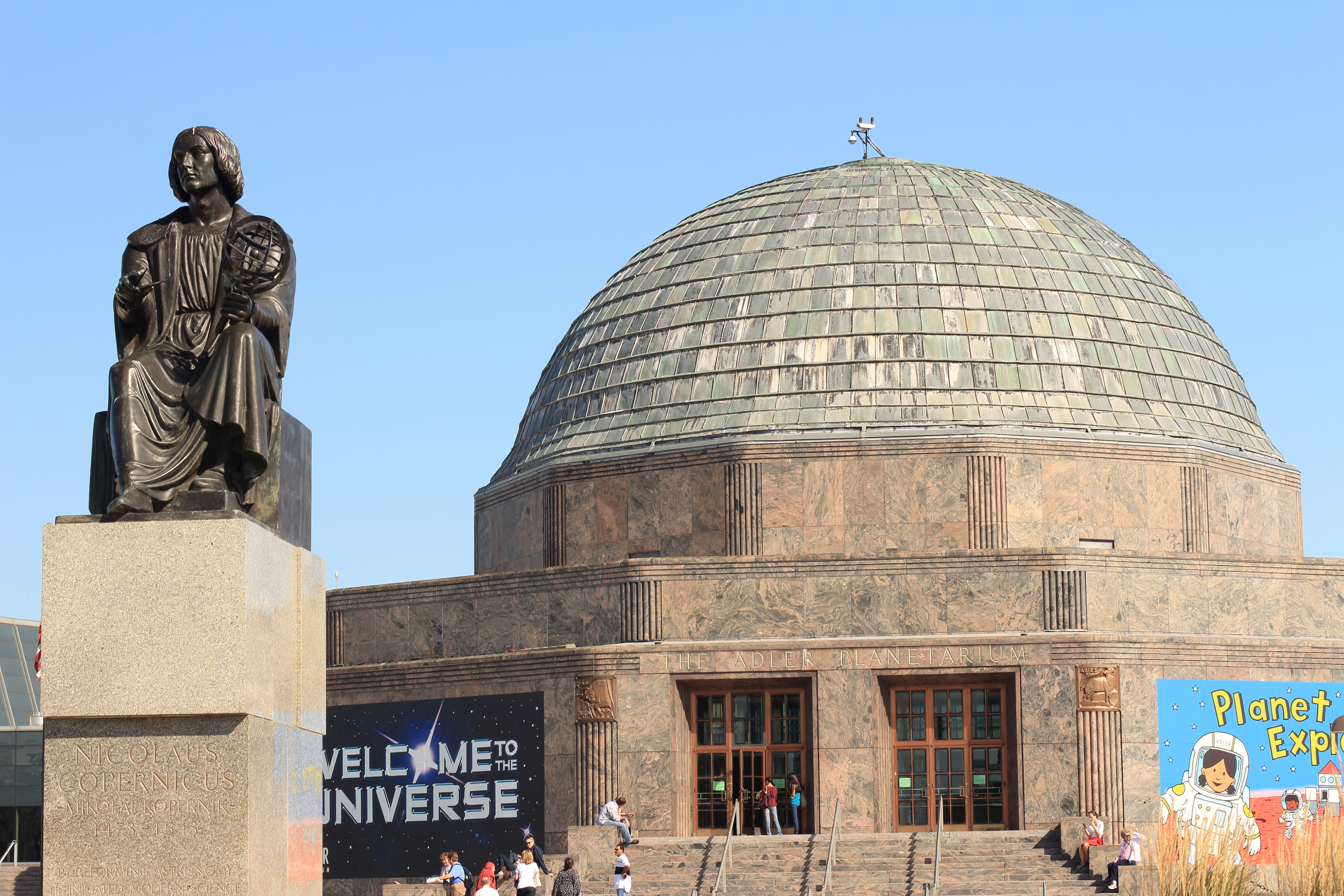
Planetario Adler (Construido en 1930)

Max Adler (Elgin, Illinois; 12 de mayo de 1866-4 de noviembre de 1952) fue un filántropo estadounidense, procedente de una familia judía de origen alemán que emigró a los Estados Unidos en la década de 1850.  Creció en Elgin, graduándose en el Instituto Elgin.  Durante un tiempo actuó como violinista de concierto en Chicago, antes de dejar la música para ser vicepresidente de Sears Roebuck & Co. tras casarse con Sophie Rosenwald, integrante de la familia que controlaba la compañía. Julius Rosenwald, hermano de Sophie, fundó el Museo de la Ciencia y la Industria de Chicago. 
Adler se retiró en 1928 para dedicarse a actividades filántrópicas, siendo la persona clave para la creación del primer planetario de América, el Planetario Adler de Chicago, que lleva su nombre.